# Szepesi Imre
Szepesi Imre (Léva, 1811. április 9. – Budapest, 1875. január 9.) piarista szerzetes, klasszika-filológus, egyetemi tanár, a Magyar Tudományos Akadémia levelező tagja (1858).

## Élete
1826-ban belépett a piarista rendbe. Privigyén töltötte a próbaévet és mint próbaéves kezdte meg tanári pályáját 1827-1828-ban. Tanulmányai befejezése után, 1833-tól öt évig Kisszebenben volt tanár, majd Budára helyezték át. 1842-től mint a Vécsey báró fiúk nevelője felváltva Bécsben és Sárközön tartózkodott. Sárközön mértékletességi egyleteket alapított a túlzásba vitt pálinkaivás visszaszorítására. Miután befejezte a Vécsey-fiúk nevelését, 1848-tól a pesti piarista főgimnázium tanára, 1861 és 1864 között igazgatója volt. 1865-ban egyetemi magántanár, 1870-ben pedig a klasszika-filológia rendes tanára lett a pesti egyetemen. Az ifjúság zenei oktatásával is foglalkozott, tanítványa volt többek között Bignio Lajos, a híres énekes. A tanári pályán és irodalmi munkásságával szerzett pénzen szülővárosának, Lévának iskolát építtetett.
A Magyar Tudományos Akadémia 1858. december 15-én levelező tagjának választotta. Választmányi tagja volt a Szent István- és a Szent László Társulatnak; 1870-ben a király aranyéremmel tüntette ki.
Cikkei megjelentek a pesti főgimnázium Tudósítványában (1856. De utilitate linguae graecae, et modo quo in ea colenda progrediendum, 1859., 1860. A hangemelés, lejtés és hangmegnyujtásról a görög nyelvben, 1861. A régiek véleménye a föld és ég alakjáról Herodot szerint, térképpel, 1862. A nyilvános isteni tisztelet helye a régieknél, 1863., 1864. Socrates életrajza); a Tanodai Lapokban (1858. Az énekről és az éneklés mivolta- és fejlődéséről), a Magyar Tudományos Akadémia Értesítőjében (1870. A görög hangzók és kettős hangzók egykori kiejtéséről). Munkatársa volt az Egyetemes magyar encyclopaediának is.
Számos tankönyvet (Elemi hellen nyelvtan, Elemi latin nyelvtan, Elemi énektan), felköszöntő- és emlékbeszédeket, latin nyelvű ódákat írt. Munkáiból kiemelhető Jelen viszonyaink az óclassicai irodalomhoz című tanulmánya (Bécs, 1868).

## Művei
- Egyházi beszédek, melyeket a mérsékegyletek ügyében tartott. Nagy-Károly, 1846.
- Elemi hellen nyelvtan. Gyakorlatilag előadva Kühner után. Első rész. Buda, 1850. (2. kiadás 1850. Ism. P. Napló 1851. 321. sz., M. Hirlap 1851. 437., 438. sz., 3. jav. és bőv. k. 1852. Uo. Szótan I. rész 4. jav. és bőv. kiadás 1856., 5. jav. k. 1860., 6. rövidített k. 1872. Ism. Pesti Napló 1852. 638., 639. sz. Mondattan 2. jav. k. 1853. Uo.).
- Elemi latin nyelvtan. Gyakorlatilag előadva Kühner után. Első rész (Szótan). Pest, 1850. (2. kiadás 1850., 4. k. 1853., 5. k. 1855., 6. k. 1861. Uo. 12. k. Bpest, 1874. II. rész. Mondatkötés. Pest, 1872. Átdolgozták Budavári József és Tóth György. Bpest, 1886., 1887., 1899. és Pfeifer Antal 1902.).
- Áhitat gyakorlatai imák és énekekben hangjegyekkel. Bécs. 1853. (2. kiadás. Pest, 1857. aczélm. 4. kiadás. Uo. 1869.).
- Tárgyalat a hőskölteményi szójárásról. Buda-Pest, 1854.
- Szívemelő és derítő énekek, Till Nándor által zongorára és több szerepre alkalmazva az énekelni és zenészni vágyó mindkét nembeli ifjúságnak. Pest, 1855. Öt füzet.
- Magyarországnak szűz Mária pártfogásábani ajánlása sz. István által. Zongora (orgona) kisérettel ellátva, 4 hangra alkalmazva. Uo. 1855.
- Elemi énektan gyakorlatilag előadva Peyscha P. által. Ford. Uo. 1856.
- Az ó-classicai irodalom előnyeiről a gymnasiumokban. Uo. 1860. (Különny. az Akadémiai Értesítőből).
- Értekezet a gymnasiumok jelen szerkezetéről. Uo. 1864.
- Emlékbeszéd az alapjából ujonnan épült pesti kegyes tanítórendi k. nagy-gymnasium ünnepélyes fölszentelésén. Uo. 1864.
- Háladal főtiszt. Purgstaller Kalazanti József kegyes tanítórend kormányzója tiszteletére. Uo. 1864.
- A Magyar Tudományos Akadémiának a nemzet által emelt új palotájában 1865. ápr. 24. tartott első gyűlése. (Sapphói oda). Uo.
- Ode ad Palatium Academiae Scientiarum Hungaricae solemniter apertum. Tertio Idus Decembres. 1865. (Alkaei oda). Uo.
- Lessus Ill Dno Aemilio e Comitibus Dessewy de Csernek et Tarkő, Academiae Scientiarum Hungaricae Praesidi Anno 1866. Uo. Quarto Idus Januarias fatis functo. (Alkaei oda).
- Üdvhangok ő Méltóságaik gönczruszkai gróf Kornis Miklós és hajnácskői Vécsei Maria báró kisasszony boldog egybekelésének örömünnepére, 1866. máj. 28. (Sapphói oda). Uo.
- Ode honoribus Illustr. ac Rev. dni Ladislai Biró cathedralis Ecclesiae Szathmariensis Episcopi, quum munus suum solemmiter auspicaretur, XIV. Calendas Maias. 1867. Uo.
- Mélt. Zalka János győri püspök ünnepélyes beiktatására. (Sapphói óda). Uo.
- Mélt. Jékelfalusy Vincze székesfehérvári püspök ünnepélyes székfoglalására. (Latin alkaei óda). Uo.
- Carmen homoribus Cels. ac Rev. Joannis Simor... archi-episcopi... mense majo 1867. Uo.
- Mélt. Pankovics István ungvári egyesült görög püspök tiszteletére hason alkalommal. (Latin alkaei óda.) Uo.
- Nagymélt. Hajnald Lajos kalocsai érsek ünnepélyes székfoglalása alkalmából. (Latin alkaei óda). Uo.
- Ode ad Sacratissimam Majestatem Franciscum Josephum Austriae Imperatorem quum ritu solemni et stato Rex Hungarorum apostolicus Budae inauguraretur Sexto Idus Junias, 1867. Uo.
- Memoria praeteritorum XVIII. Saeculorum a glorioso Martyro SS. Apostolorum Petri et Pauli a Scholis Piis Provinciae Hungariae et Transilvaniae repetita. III. Calendas Julias 1867. (Alkaei óda). Uo.
- Ode piae memoriae SS. Petri et Pauli apostolorum a districtu literar. Budensi devotissime sacrata. III. Calendas Julias. 1867. Uo.
- Ode ad Reverendos Patres Ordinis Scholarum Piarum ad dandos magistratus in Concilio Trieterico Pestini congregatos XI Calendas Sept. 1867. Uo.
- Ode honoribus Magnifici Dni Fabrieis Báthory Caesareo-Regio Consiliarii Ministerialis rude donati. Calendas Oct. 1867. Uo.
- Ode honoribus Rev. ac Magn. Dni Aloysii Roder, metropolitanae ecclesiae Strigoniensis Canonici ad honores regiae ac celeberrimae Universitatis Pestiensis Rectoris, quum altissima gratia cathedralis ecclestae Magno-Varadinensis Canonicus et B. Mariae V. de Széplak ad honores Abbas benignissime nominaretur. XVIII. Calendas Dec. 1867. Uo.
- Vota pro felici partu Aug. Dnae Elisabethae, Hungarorum Reginae, coniugis suae maiestatis sacratissimae Francisci Josephi Austriae Imperatoris... a Scholis Piis. Pestini. Quinto Idus Apriles 1868. Uo.
- Genethliacon Seren Principi Austriae, Mariae-Valeriae... Dicatum a Scholis Piis. Pestini. X. Cal. Maias. 1868. Uo.
- Régibb és ujabb egyházi énekek négy szerepre kiadva. Hangjegyekkel. Uo. 1868.
- Jelen viszonyaink az ó-classikai irodalomhoz. Bécs, 1868. (Ezzel kapcsolatban: Ellenbírálatok Télfy János által a Nyelvtudományi Közlemények VI. köt. 1 füzetében 1867-ben közrebocsátott három latin ódája bírálatára).
- Virtutibus et piis meritis laude honore praemiae ornatis Musa Fidelis. Uo. 1870. (Latin költemények, néhány magyar hymnussal).
- Ode ad CC.RR. Ordinis Scholarum Piarum in Capitulo Provinciali Pestini congregatos. Sexto decimo cal Septembres. Pestini, 1870.
- Epinicium, de prospero consultationum successu, ad CC.RR. Scholarum Piarum in Capitulo Prov. Pestini congregatos. Octavo Calendas Septembres 1870. Uo.
- Ad Iusta Funebris Exc. Dni Josephi e Lib. Baronibus Eötvös, Cultus et Publicae Institutionis Ministri. Quarto nonas Februaries 1871. Uo.
- Ode honoribus Exc. Dni Theodori Pauler quum Cultus et Institutionis Publicae Ministri munere excoleretur. Pridie Idus Februarias 1871. Uo.
- Ode memoriae Seen. Dnae Mariae Theresiae quum fundati Artis Medicae Peritorum Collegii Annus Secularis solemniter recoleretur. Tertio Idus Maias 1871. Uo.
- Ode Honoribus Magn. et Doct. Dni Francisci Toldy, quum exactis 50 laborum literatiorum annis Coetus literariorum a Kisfaludy nomen occupans Sollemnia Scriptoris Jubilaei inter acclamationes Secundas Pestini recoleret. Pridie Idus Novembris 1871. Uo.
- Nyitány Toldy Ferencz irodalmi működésének félszázados ünnepére. Előadta a pesti kegyes nagy gymnasium ifjuságának énekkara 1871. nov. 12. Uo.
- Carmen honoribus Emin. ac Rew. Dni Joannis Simor... eccl. Strigoniensis archiepiscopi... quum socrae romanae ecclesiae cardinalis titulo et dignitate ornaretur... Cal. Jan. 1874. Budapestini.